# Bucchero

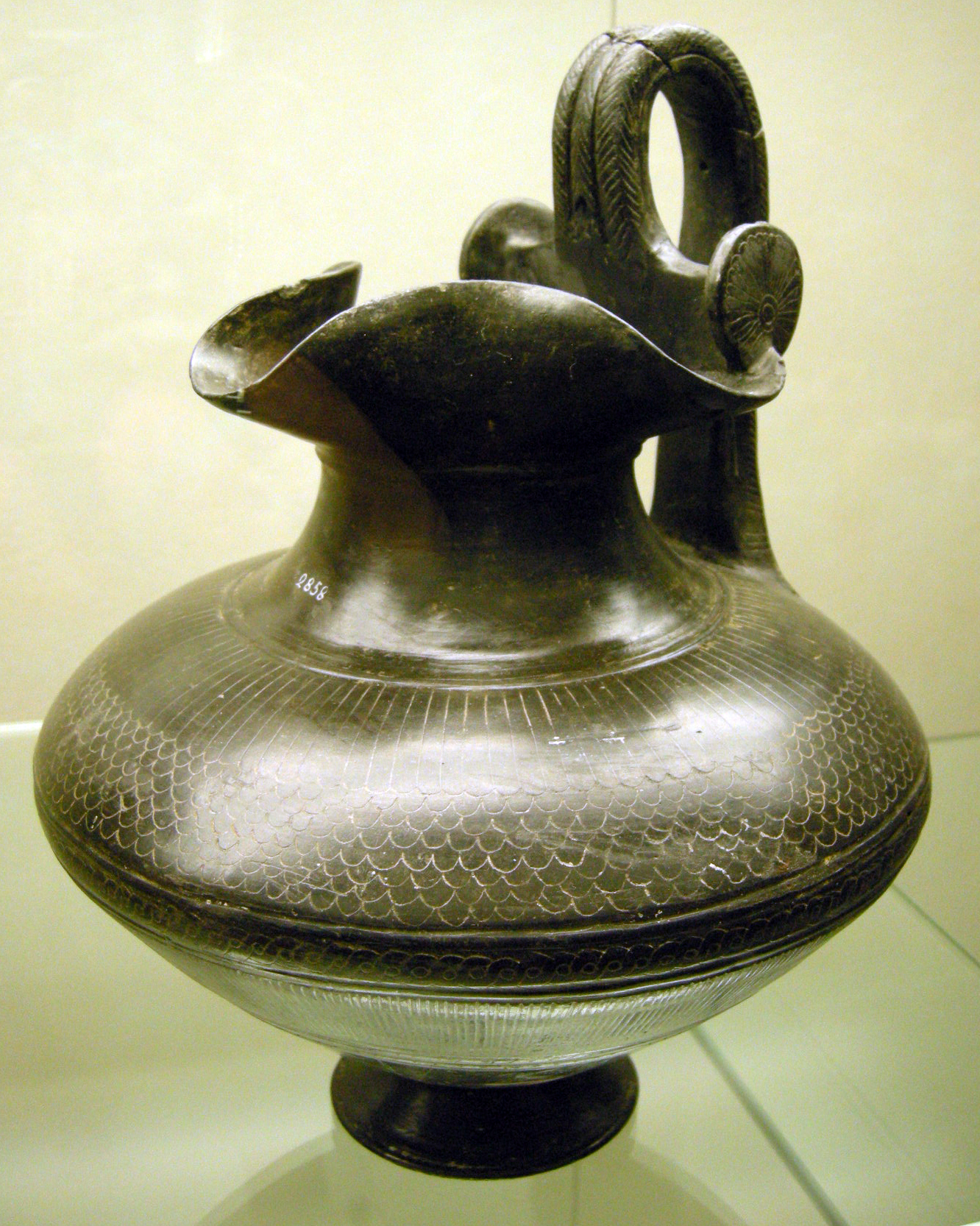
Enócoe etrusca en cerámica negra (bucchero)de finales del siglo VII e inicios del siglo VI a. C.

Buccheros (bukkero; voz italiana del portugués- bucáro) es el nombre técnico de un tipo de cerámica negra típica de la civilización etrusca. Se cree que sus primeras obras fueron creadas a principios del siglo VII a. C. en el asentamiento de Cerveteri.
El proceso de fabricación requería unos hornos capaces de soportar temperaturas de 900 °C y 1050 °C., que tras una primera cocción asfixiada por ‘carbonación’ daba un color gris negruzco a la cerámica, que con un pulido posterior se  un brillo metálico. Se desconoce si las urnas y vasijas etruscas hechas con este sistema tienen relación con el llamado “impasto”, o cerámica típica de la cultura de Villanova.

## Etimología
La voz portuguesa bucáro se refería a diversas vasijas de las culturas sudamericanas conquistadas por Portugal. Los italianos tomaron el nombre en el siglo XIX, que la arqueología moderna aplicó a este tipo de cerámica etrusca.

## Tipología

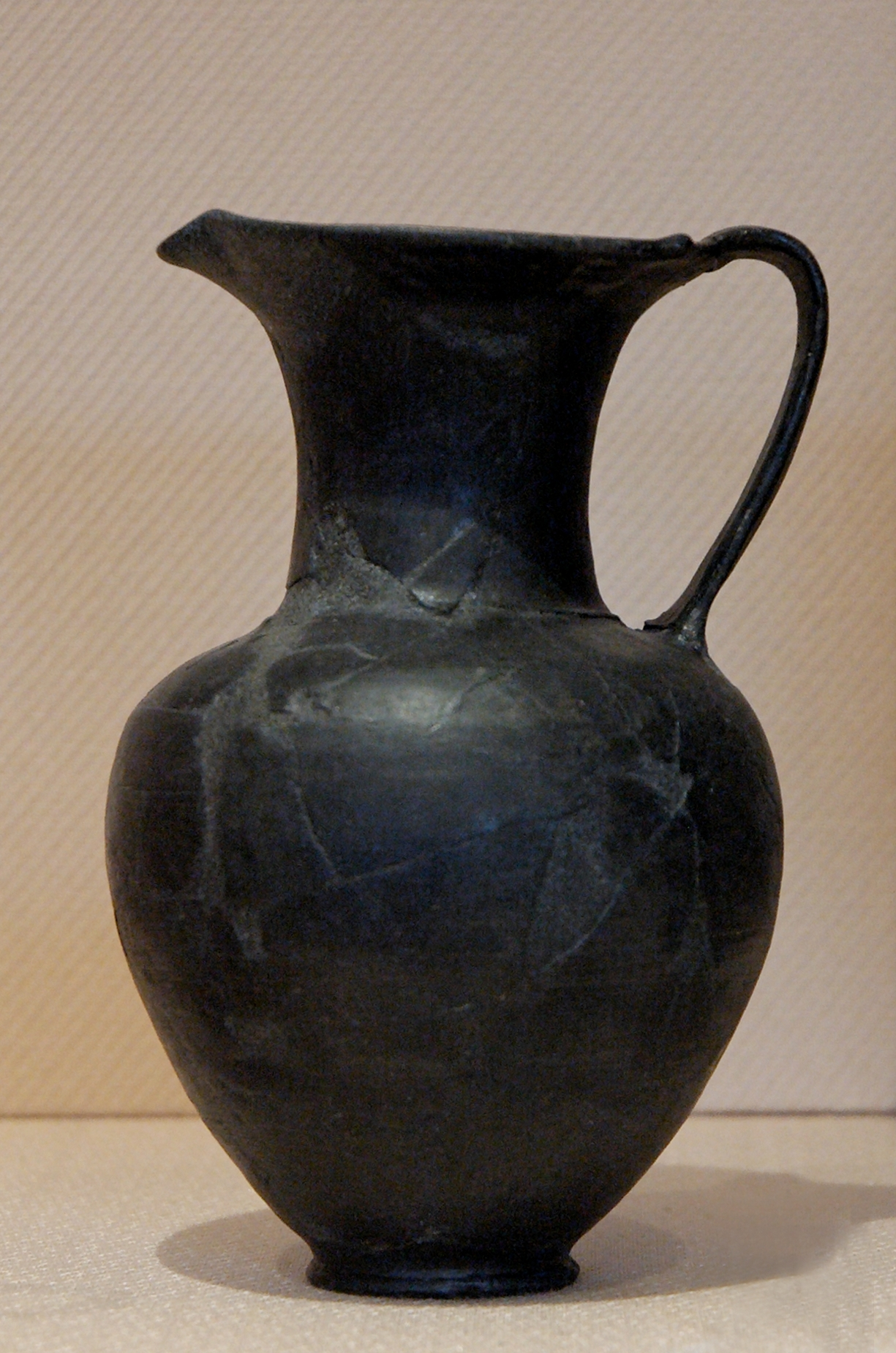
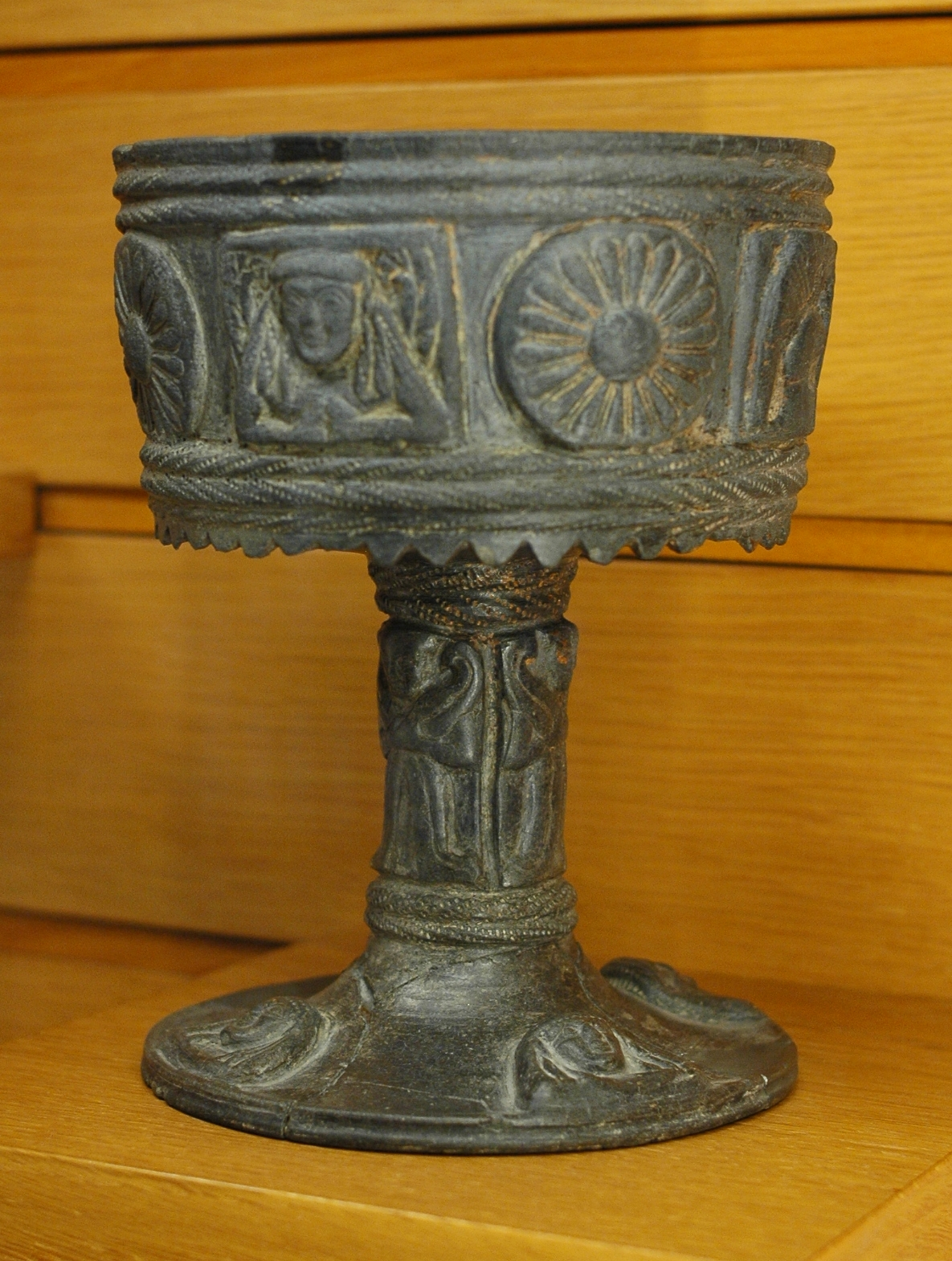
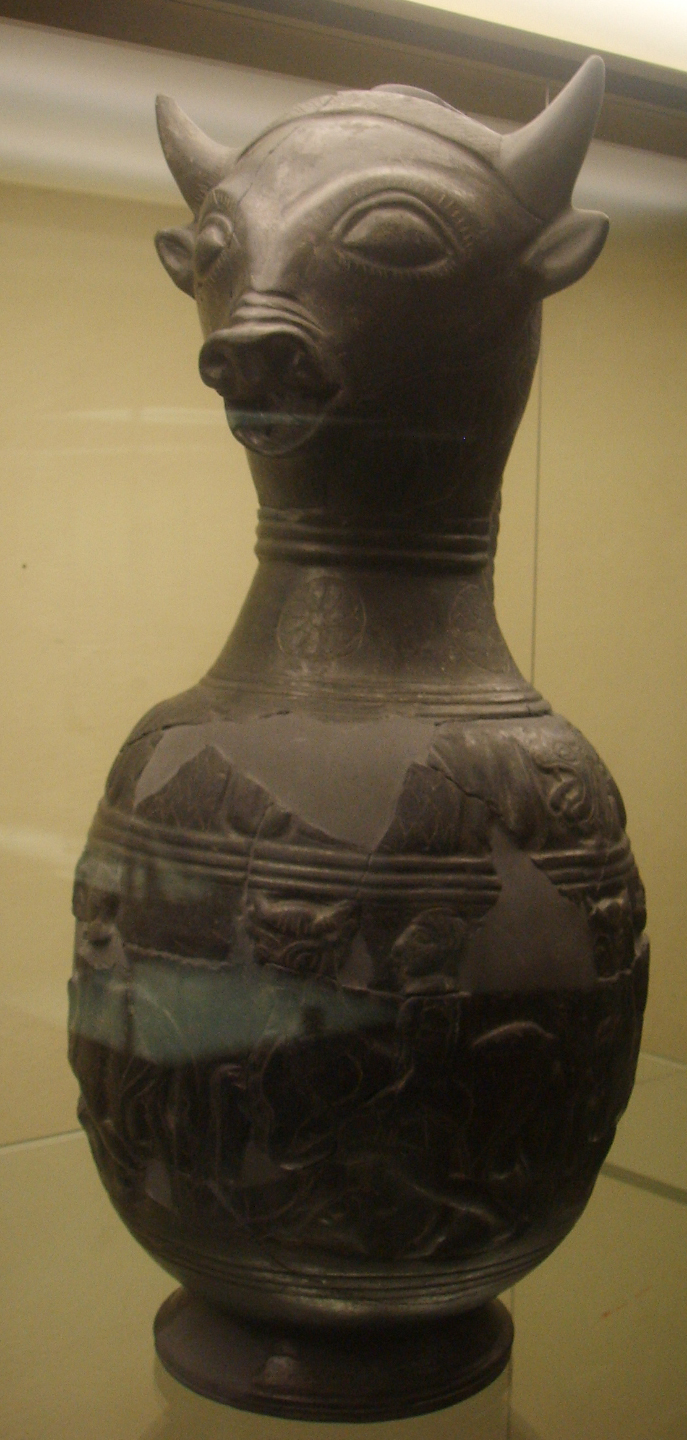